# Konrad Schittek
Konrad Schittek (* 6. November 1946 in Hamburg) ist ein deutscher Künstler, Autor und Unternehmer.

## Leben
Konrad Schittek wurde als mittlerer von drei Brüdern geboren. Seine Eltern Helga und Gerd Schittek studierten Kunst an der Hochschule für bildende Künste Hamburg.
Früh lernte Schittek das Zeichnen und Malen durch seine Eltern. Nach dem Schulbesuch absolvierte er eine Lehre als Lithograf und Steinlithograf. Dies prägte seine Genauigkeit und Liebe zum Detail in seinen Bildern. Nach Aufenthalten in den USA, Kapstadt und im Kongo arbeitete er als freier Maler, Grafiker und Lithograf. Es entstanden Aquarelle, Blei- und Federzeichnungen, später auch Druckgrafik in Flachdruck und Steindruck. Er hat zwei Söhne Felix Schittek und Jan Schittek.
Erfolg hatte Schittek vor allem mit der Malerei auf Fliesen. 1978 gründete er eine Fliesenmanufaktur in Hamburg-Altona, wo er handgemalte Fliesen produzierte. Nach zahlreichen Ausstellungen in Norddeutschland und Berichten in der Presse verlagerte sich seine künstlerische Arbeit. Es wurden Fliesen aufgekauft und eingelagert, die als Ersatzfliesen bei Schadensfällen benötigt wurden. Aus dieser Arbeit entstand im Jahr 1988 die Fliesenhandel Schittek GmbH.
2007 eröffnete er das Fliesenmuseum Hamburg, das in den Räumen seines Fliesenhandels untergebracht ist.
1986 zog Schittek in das Alte Land bei Hamburg und malte über 25 Jahre hinweg charakteristische Landschaftselemente wie Elbe und den Flusslauf der Este, die Obstplantagen, Bauernhöfe und Kirchen, Ortsbilder von Estebrügge und Buxtehude.

## Werke
- Von Hamburg nach Buxtehude entlang der Este - Impressionen aus dem Alten Land, 101 Seiten, zahlreiche farbige Abbildungen, gebunden, ISBN 978-3-89876-586-2, Husum Verlag[7]

- Oevelgönner Ansichten - Postkarten, Schiffsmodelle und Bilder aus der Werkstatt von Gerd Schittek, Hrsg. von Konrad Schittek, 95 Seiten, zahlreiche farbige Abbildungen, gebunden, ISBN 978-3-89876-904-4, Husum Verlag[8]